# Guarea pubescens
Guarea pubescens là một loài thực vật có hoa trong họ Meliaceae. Loài này được (Rich.) A.Juss. mô tả khoa học đầu tiên năm 1830.